# Fazilka (Distrikt)
Der Distrikt Fazilka (Panjabi ਫ਼ਾਜ਼ਿਲਕਾ ਜ਼ਿਲ੍ਹਾ) ist ein Distrikt im nordindischen Bundesstaat Punjab. Sitz der Verwaltung ist die Stadt Fazilka. Der Distrikt wurde 2011 neu eingerichtet.

## Geographie und Klima

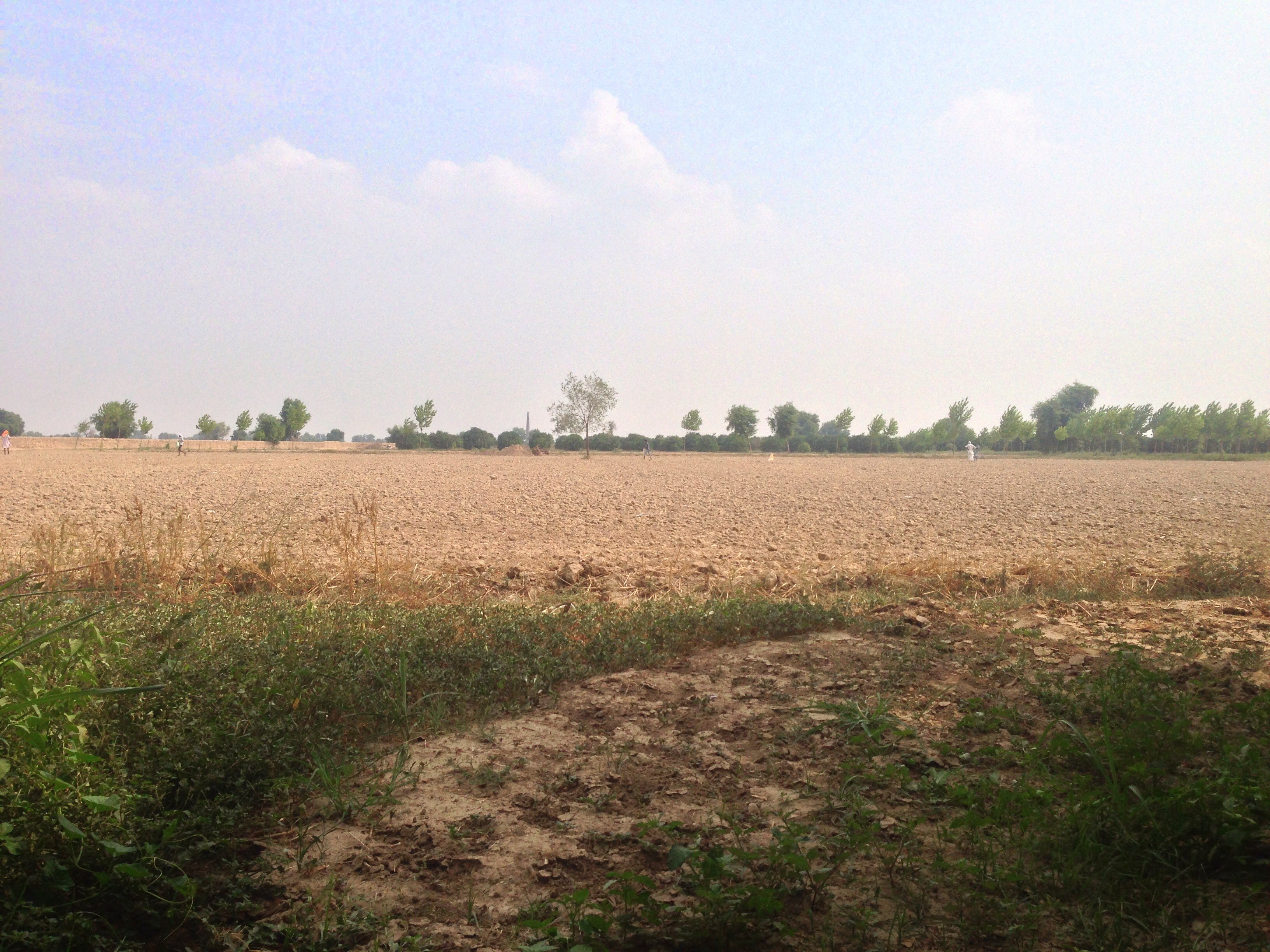
Ausgetrockneter Acker in Bazidpura (Tehsil Abohar) in der Sommerhitze

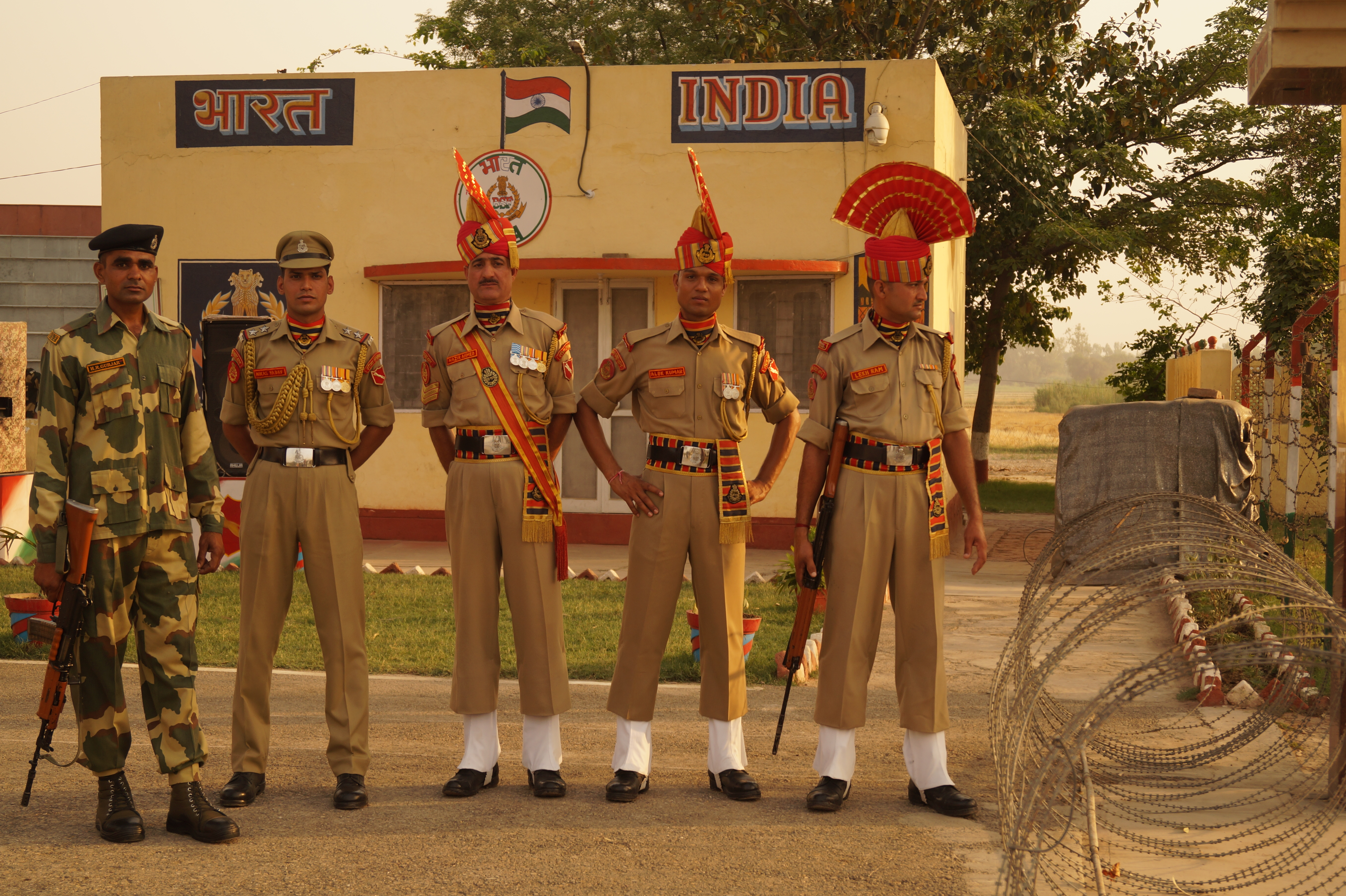
Soldaten der indischen Grenztruppen (Border Security Force) am Grenzübergang Sadiqui-Sulemanki

Der Distrikt liegt im Südwesten des Punjab. Im Westen grenzt er an die pakistanische Provinz Punjab, nordöstlich an die Distrikte Firozpur und Faridkot, im Osten an den Distrikt Sri Muktsar Sahib und im Süden an den Distrikt Sri Ganganagar von Rajasthan.  Geologisch bildet der Distrikt zum größten Teil eine Schwemmebene, die in der Vergangenheit durch den Fluss Satluj und seine Nebenflüsse geformt wurde. Der mäandernde Flusslauf des Satluj bildet heute im Wesentlichen die nordwestliche Distrikt- und Staatsgrenze zu Pakistan. Physiogeographisch lässt sich die etwa 10 km breite Flussebene des Satluj vom übrigen Binnenland des Distrikts unterscheiden. Erstere wurde vor dem Bau des Bhakra-Talsperre 1948–1963 und weiterer, stromaufwärts gelegener Dämme in unregelmäßigen Abständen vom Fluss überschwemmt. In einigen Altflussarmen findet sich noch sumpfiges Marschland und Grasland. Weiter im Binnenland finden sich älteres Schwemmland und rotbraune, lehmige bis sandige Böden, und gelegentlich Sanddünen, die Höhen von etwa zwei bis fünf Metern erreichen. Die Sanddünen werden nach Süden hin häufiger. Es besteht ein leichter Höhengradient von Südwesten (175 bis 200 m über dem Meeresspiegel) nach Nordosten (215 bis 230 m). Die intensive landwirtschaftliche Nutzung hat dazu geführt, dass der Distrikt von zahlreichen Bewässerungskanälen durchzogen ist.
Das Ortsklima ist durch sehr heiße Sommer, sowie überwiegende Trockenheit gekennzeichnet, außer während der Monsunszeit, die von Ende Juni bis Juli bis zur zweiten Septemberhälfte dauert. Der Juni ist in der Regel der heißeste Monat, in dem Maximaltemperaturen bis etwa 47 °C erreicht werden. Der Jahresniederschlag im damals noch ungeteilten Distrikt Firozpur in den Jahren 2005 bis 2009 lag bei 243,6 mm, wovon 70 Prozent in der Monsunperiode niedergingen.

## Geschichte
Der Distrikt Fazilka trägt seinen Namen nach der gleichnamigen Distrikthauptstadt. Diese wiederum wurde zur britischen Kolonialzeit am 1. Dezember 1885 auf einem Landstück, das von Mian Fazul Watoo, dem Namensgeber, gestiftet worden war, gegründet. 1884 wurde das Gebiet Teil des Distrikts Firozpur. Vor der Unabhängigkeit und Teilung Indiens 1947 war die Stadt überwiegend von Muslimen bewohnt. Letztlich kam das Gebiet aber östlich der Radcliffe-Linie, der Teilungslinie zwischen Indien und Pakistan, zu liegen und wurde damit Indien zugeschlagen. Die muslimische Bevölkerung flüchtete ganz überwiegend nach Pakistan und im Gegenzug strömten viele Hindu- und Sikh-Flüchtlinge aus Pakistan in das Gebiet. Von den massiven Bevölkerungsverschiebungen in den Jahren nach 1947 war der spätere Distrikt schwer betroffen, ebenso auch von den Indisch-pakistanischen Kriegen 1965 und 1971. Am 27. Juni 2011 erklärte die Regierung des Punjab unter Chief Minister Parkash Singh Badal Fazilka zu einem eigenen Distrikt. Der neue Distrikt wurde aus den Tehsils Fazilka, Abohar und Jalalabad des Distrikts Firozpur gebildet.

## Bevölkerung
Da der Distrikt kurz nach der letzten Volkszählung 2011 durch Abtrennung vom Distrikt Firozpur gebildet wurde, liegen keine direkten Volkszählungsergebnisse auf Distriktebene vor. Die Distriktfläche wird auf der Distriktwebseite mit 3133 km² angegeben und die Bevölkerung mit 1.180.483 (Zensus 2011).